# Kandahar Banchetta
La Pista Kandahar Banchetta Giovanni Nasi è una pista sciistica situata a Sestriere, in Italia. Il pendio, che si snoda dal Monte Motta alla frazione Borgata, è utilizzato per le prove delle discipline veloci (discesa libera e supergigante). La pista fu teatro della discesa libera maschile, del super-G maschile e della prova di discesa libera della combinata maschile di sci alpino durante i XX Giochi olimpici invernali, disputati a Torino nel 2006; all'arrivo della pista furono installate tribune provvisorie per l'evento, per una capienza di 6 800 spettatori e l'impianto ebbe il nome ufficiale di Sestriere Borgata.

## Storia
Sulla Banchetta si scia dal 1933, anno in cui fu costruita la prima funivia sul Monte Motta. Il pendio ha ospitato varie tappe della Coppa del Mondo di sci alpino (fin dalla stagione inaugurale, nel 1967) e le gare veloci dei Mondiali del 1997 e dei XX Giochi olimpici invernali di Torino 2006 (solo maschili).
Tale denominazione deriva dallo sci club britannico organizzatore del trofeo, il Kandahar Ski Club con sede nella località svizzera di Mürren, che a sua volta omaggia il militare britannico Frederick Roberts, nominato conte di Kandahar per le gesta compiute durante la seconda guerra anglo-afghana.

## Tracciato
Il tracciato di gara si suddivide in tre diversi settori:
- il primo, che dalla partenza copre i primi duecento metri di dislivello, scorre in uno spazio aperto ed è caratterizzato da un pendio molto ripido ("muro"), spesso ventoso e ghiacciato;
- il secondo tratto è meno ripido, rettilineo, di scorrimento;
- il terzo tratto, all'interno del bosco, è il più vario, con un susseguirsi di cambi di direzione e di "muri" che portano fino alla linea d'arrivo, a Borgata.

## Albo d'oro
Si riportano i podi relativi alle massime competizioni internazionali disputati sulla Kandahar Banchetta.

### Maschile

#### Discesa libera
| Data             | Competizione                 | Primo            | Secondo            | Terzo        |
| ---------------- | ---------------------------- | ---------------- | ------------------ | ------------ |
| 12 febbraio 2006 | XX Giochi olimpici invernali | Antoine Dénériaz | Michael Walchhofer | Bruno Kernen |

#### Supergigante
| Data             | Competizione                 | Primo               | Secondo             | Terzo            |
| ---------------- | ---------------------------- | ------------------- | ------------------- | ---------------- |
| 12 dicembre 1989 | Coppa del Mondo 1990         | Pirmin Zurbriggen   | Lars-Börje Eriksson | Franck Piccard   |
| ...              |                              |                     |                     |                  |
| 3 febbraio 1997  | Campionati mondiali 1997     | Atle Skårdal        | Lasse Kjus          | Günther Mader    |
| ...              |                              |                     |                     |                  |
| 18 febbraio 2006 | XX Giochi olimpici invernali | Kjetil André Aamodt | Hermann Maier       | Ambrosi Hoffmann |
| ...              |                              |                     |                     |                  |

### Femminile

#### Discesa libera
| Data             | Competizione             | Prima                              | Seconda            | Terza            |
| ---------------- | ------------------------ | ---------------------------------- | ------------------ | ---------------- |
| 3 marzo 1967     | Coppa del Mondo 1967     | Giustina Demetz Marielle Goitschel |                    | Florence Steurer |
| 1968-1971        | non disputata            | non disputata                      | non disputata      | non disputata    |
| 17 dicembre 1971 | Coppa del Mondo 1972     | Annemarie Moser-Pröll              | Jacqueline Rouvier | Françoise Macchi |
| ...              |                          |                                    |                    |                  |
| 8 febbraio 1997  | Campionati mondiali 1997 | Hilary Lindh                       | Heidi Zurbriggen   | Pernilla Wiberg  |
| ...              |                          |                                    |                    |                  |

#### Supergigante
| Data            | Competizione             | Prima          | Seconda         | Terza      |
| --------------- | ------------------------ | -------------- | --------------- | ---------- |
| ...             |                          |                |                 |            |
| 3 febbraio 1997 | Campionati mondiali 1997 | Isolde Kostner | Katja Seizinger | Hilde Gerg |
| ...             |                          |                |                 |            |